# Labor (minería)
Una labor minera es cualquier hueco excavado para explotar un yacimiento. Una mina es el conjunto de todas esas labores, especialmente cuando es subterránea. La técnica de aprovechar un yacimiento mediante minería se conoce como Laboreo de Minas.
La zona de la labor en que se trabaja para su excavación se denomina frente, corte o testero.
Las labores que sólo tienen una entrada (por ejemplo una galería que se está avanzando) se denominan labores en fondo de saco. Al no tener salida es necesario forzar la ventilación mediante una tubería hasta el frente de la labor.

## Galería
La labor más común es la galería. Es una excavación horizontal, o poco inclinada, en que una de las dimensiones es mucho mayor que las otras dos. Es similar a un túnel de carretera o ferrocarril. Las galerías reciben distintos nombres según su función o su posición respecto a la roca a explotar. 
La parte superior de una galería se denomina corona, y las paredes hastiales.

Esquema de una mina de carbón de capas inclinadas:
A-Pozo B-Transversales C-Estériles D-Recorte E-Guías

## Tipos de labores
Las labores se dividen en:
- De acceso:
  - Pozos: Pueden ser verticales o inclinados.
  - Socavones: Son galerías de acceso al yacimiento desde el exterior, situadas en la ladera del monte, en las minas subterráneas situadas por encima de nivel del valle. Recibe este nombre, normalmente, la galería inferior de una mina y está situada cerca de la plaza de la mina.
  - Transversales: Son galerías principales que cortan a las capas perpendicularmente.
  - Estériles: Normalmente, en dirección paralela al rumbo de las capas y a muro de las mismas, se avanzan galerías de acompañamiento. Estas galerías, al quedar lejos del área de influencia de los talleres, tienen una conservación y un mantenimiento mucho más fáciles y económicos.
  - Recortes: Son galerías de pequeña longitud, perpendiculares a las capas, que comunican una estéril con una guía.

- De preparación

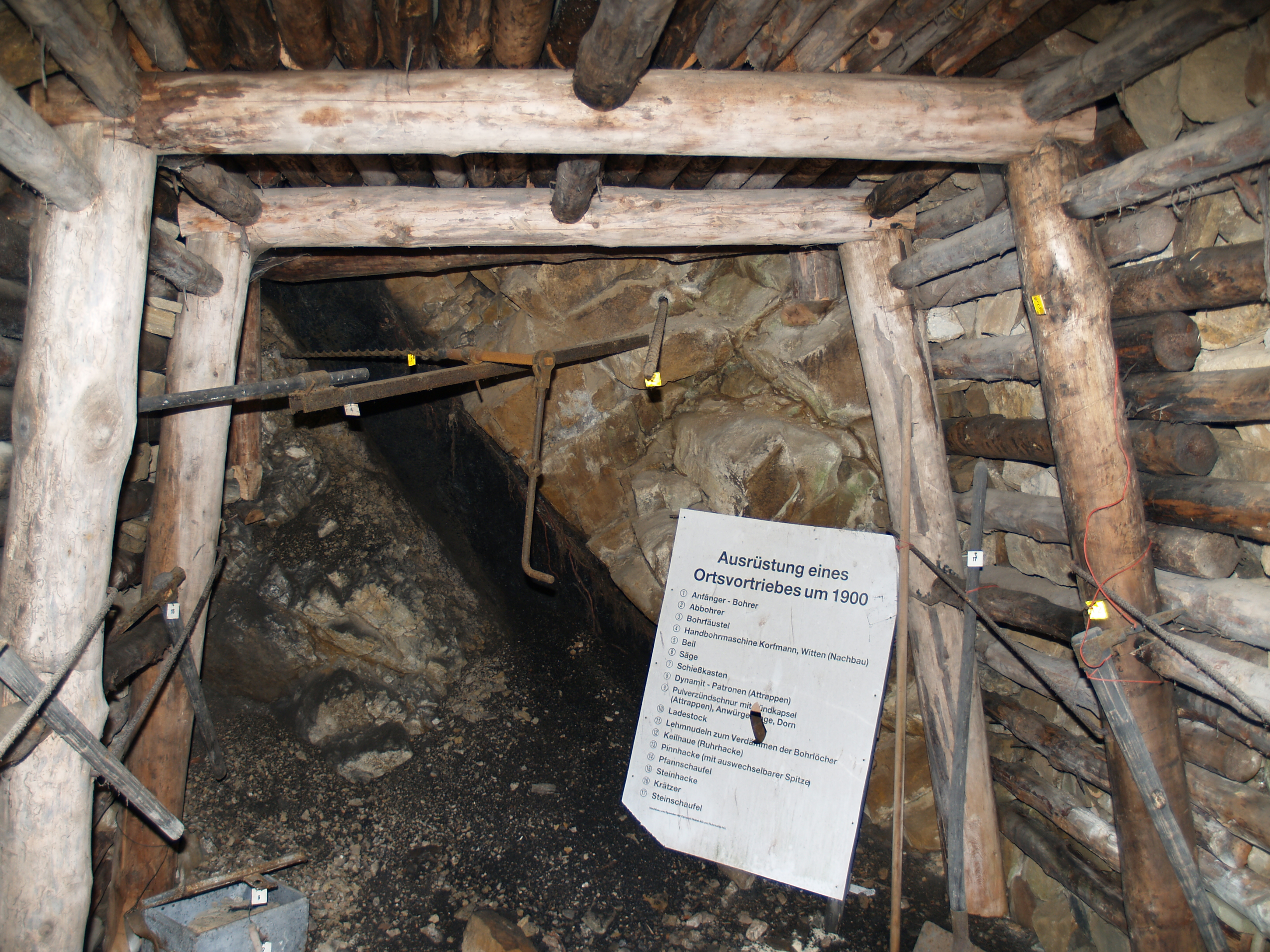
Corte de una guía en carbón posteada con madera en Muttental (Witten, Alemania). Al fondo se ve la capa de carbón con una inclinación de 45°.

  - Guías (o galerías en dirección): Son galerías que siguen el rumbo de las capas, excavándolas en parte o totalmente, dependiendo de las potencias de las mismas. En los yacimientos verticales o inclinados, la guía situada en la parte superior del taller se denomina "de cabeza", y la inferior, "de base".
  - Sobreguías
  - Chimeneas
  - Coladeros
- De arranque o explotación
  - Talleres
- Auxiliares
  - Cubos
- De reconocimiento
  - Calicatas
  - Sondeos